# Mawalan Marika (1957-)
Pour les articles homonymes, voir Marika.
Mawalan Marika, également connu sous le nom de Mawalan 2 Marika, né en 1957, est un artiste, acteur culturel et enseignant aborigène australien Yolngu. Il est aussi gardien des terres de la Terre d'Arnhem dans le Territoire du Nord de l'Australie.

## Biographie

### Racines aborigènes
Mawalan Marika naît à Port Bradshaw le 19 décembre 1957 dans une famille appartenant à la fraction Dhuwa du clan Rirratjingu (en) dans la patrie de Yalangbara (en). Il est le fils aîné de l'artiste et leader Yolngu Wandjuk Marika et le neveu de Banduk Marika,. Son nom vient du mawalan, le bâton fouisseur utilisé par les Djang'kawu dans le récit de la Création du clan Rirratjingu. Il a un frère, Richard Gandawuy.

### Carrière artistique
Comme les autres artistes de sa famille, Mawalan Marika crée des peintures sur écorce, qu'il produit principalement jusqu'à la fin des années 1980, date après laquelle il ne peint plus que par intermittence. Il a toutefois créé des peintures sur Yalangbara pour l'exposition itinérante « Saltwater » (1999-2000) organisée par le Buku-Larrnggay Mulka Centre (en), qui a ensuite été acquise par le Musée national de la marine de Sydney — ce sont ses dernières œuvres connues. Comme les autres artistes de sa famille, Mawalan suit la « même ligne de chanson » des mythes du cycle des Djang’kawu, notamment les Sœurs Djang'kawu, Bitjiwurrurru et Madalatj.
Ses œuvres sont également conservées à la Galerie nationale d'Australie et au National Museum of Australia, tous deux à Canberra, au Musée et galerie d'art du Territoire du Nord à Darwin, à la Kluge-Ruhe Aboriginal Art Collection (en) de l'université de Virginie à Charlottesville (États-Unis),,, ainsi qu'à la Galerie d'art de Nouvelle-Galles du Sud.
En 2010, il prononce un discours d'ouverture lors du vernissage de l'exposition « Yalangbara : Art of the Djang'kawu », dont sa tante, Banduk Marika est en grande partie responsable de la création de l'exposition.

### Autres activités
En dehors de sa carrière artistique, Marika exerce diverses fonctions dans les domaines de l'éducation — plus particulièrement au Sheperdson College sur l'île d'Elcho (en) —, de la protection de l'environnement et de la culture à Yirrkala : en tant que descendants directs des Djang'kawu, les Rirratjingu ont la responsabilité de protéger et d'entretenir les sites sacrés associés aux Djang'kawu, le plus important de ces sites étant Yalangbara. Mawalan Marika est le principal gardien masculin de la loi du clan, une responsabilité partagée avec sa tante Laklak (Langani) Yunupingu Marika, fille aînée de Mawalan 1 Marika. Mawalan 2 Marika est en particulier responsable des cérémonies associées au côté est de la péninsule de Port Bradshaw à Yalangbara, connu sous le nom de « côté du lever du soleil ». En 2003, il travaille avec sa tante, Banduk, et l'anthropologue Geoffrey Bagshaw, pour que Yalangbara soit inscrit au registre du patrimoine national (en).
Depuis 2018 au plus tard, Mawalan Marika fait partie du conseil d'administration de la Dhimurru Aboriginal Corporation, avec le danseur et acteur Banula Marika, qui est son cousin germain,.